# Shizuko Kasagi

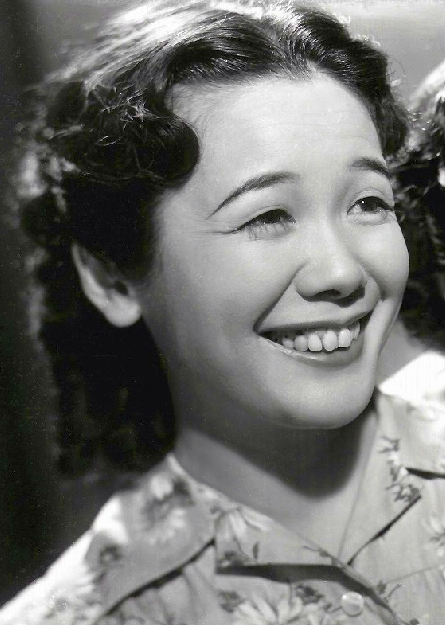
Shizuko Kasagi (1949)

Shizuko Kasagi (japanisch 笠置 シヅ子, * 25. August 1914 in Ōkawa-gun (Kagawa) als Shizuko Kamei (亀井 静子); † 30. März 1985 in Tokyo) war eine japanische Jazzsängerin und Schauspielerin. Auf dem Höhepunkt ihres Ruhms in der unmittelbaren Nachkriegszeit erhielt sie den Spitznamen „Queen of Boogie.“

## Leben und Wirken
Kasagi wurde von einem Ehepaar adoptiert und aufgezogen, das ein Badehaus in Osakas Shitamachi betrieb. Sie lernte ab dem Alter von vier Jahren den  traditionellen Buyō-Tanz. Nach Abschluss der Grundschule bewarb sie sich 1927 um die Aufnahme in die Musikschule von Takarazuka, wo Mädchen ausgebildet wurden, um in der Takarazuka-Revue aufzutreten, wurde aber nicht akzeptiert. Daher schloss sie sich der 1922 gegründeten Tanztruppe Osaka Shōchiku an, die in den 1930er Jahren begann, aufwändige Musicals zu inszenieren. Dann trat sie in Osaka in Revuen auf, wobei sie sich auf heitere Frauenrollen spezialisierte, in denen ihre Gesangsstimme zur Geltung kam. 1938 zog sie nach Tokyo, wo sie dem Komponisten Ryōichi Hattori begegnete, der ihr Gesangstalent entdeckte und ihr Hinweise gab, wie sie singen sollte.
Kasagi sang häufig Lieder, die Ryōichi Hattori für sie komponierte. Ihr Lied „Rappa to Musume“ aus dem Jahr 1939 gilt als die erste Aufnahme in der japanischen Musikgeschichte, die Scat-Gesang enthielt.  Während des Zweiten Weltkriegs wurde in Japan der Jazz zu unterdrücken versucht. Kasagi, die bei ihren Auftritten tanzte, erhielt die Anweisung, stillzustehen und sich nicht weiter als einen Meter vom Mikrofon zu entfernen. Ihr 1947 veröffentlichter Song „Tokyo Boogie-Woogie“ (komponiert von Ryōichi Hattori; Text von Suzuki Masaru) wurde im Nachkriegs-Japan ein Hit und ist bis heute ihr bekanntestes Werk. Dem Musikwissenschaftler Yoshinori Gyobe zufolge hat Kasagi als Interpretin der Lieder von Hattori mit ihren Auftritten und Platten die japanischen Hörgewohnheiten von Musik massiv verändert.
Kasagi trat 1948 in Akira Kurosawas Film Engel der Verlorenen auf, wo sie den Song „Jungle Boogie“ interpretierte, dessen Text der Regisseur geschrieben hatte. In den nächsten Jahren hatte sie weitere Hits wie „Hey Hey Boogie“, „Home Run Boogie“ und zuletzt 1950 „Kaimono Boogie“. Der „Kaimono Boogie“ handelt von einer Frau, die von Geschäft zu Geschäft rennt und vergeblich nach den Artikeln auf einer endlosen Einkaufsliste sucht, die sie besorgen soll. 1957 gab sie ihre Gesangskarriere auf und konzentrierte sich auf die Schauspielerei. Ihren letzten Film drehte sie 1971.
Kasagi starb 1985 an den Folgen eines Ovarialkarzinoms. Die japanische Fernsehserie Boogie Woogie, die 2023 startete, baut auf Motiven ihres Lebens auf.

## Filmografie
- 1948: Engel der Verlorenen
- 1949: Hateshinaki Jonetsu
- 1949: Ginza Kankan Musume
- 1958: Hateshinaki yokubō
- 1968: Sukurappu Shūdan
- 1970: Gendai Yakuza: Shinjuku no Yotamono
- 1971: Zubekō Banchō: Zange no Neuchi mo Nai
- 1971: Kigeki: Onna Ikitemasu

## Diskografie
- 1933: Koi no Step
- 1939: Rappa to Musume
- 1948: Tokyo Boogie-Woogie
- 1948: Jungle Boogie
- 1949: Home Run Boogie
- 1950: Kaimono Boogie